# Ostap Łucki
Ostap Łucki, ukr. Оста́п Лу́цький, pol. Stanisław Łucki (ur. 8 listopada 1883 w Łące, zm. 8 października 1941 w Kotłasie) – ukraiński polityk, żołnierz, publicysta, działacz spółdzielczy i społeczny, poseł na Sejm II RP II i III kadencji, a w latach 1935–1939 senator II RP IV i V kadencji.

## Życiorys
Urodził się w ziemiańskiej rodzinie Mychajła Łuckiego herbu Sas i jego żona Mychajłyny z Szusterów.
Po ukończeniu niższych klas gimnazjum w Buczaczu przez jeden rok uczęszczał do gimnazjum w Stanisławowie. W 1901 ukończył C. K. Gimnazjum Arcyksiężniczki Elżbiety w Samborze (w jego klasie był m.in. Eugeniusz Kucharski). W latach 1907–1913 redaktor pisma „Bukowyna”. W czasie I wojny światowej w armii austriackiej. Adiutant arcyksięcia Wilhelma (zwanego Wasyl Wyszywany).
W czasie wojny polsko-ukraińskiej w 1919 szef sztabu 4 Brygady Piechoty w Ukraińskiej Armii Galicyjskiej. W 1920 przedstawiciel armii Ukraińskiej Republiki Ludowej przy Sztabie Naczelnego Wodza.
Dyrektor Związku Spółdzielni w Stryju, wiceprezes Towarzystwa Rolniczego we Lwowie. W latach 1928–1939 prezes centrali ukraińskich spółdzielni rolniczych Centrosojuz, dyrektor naczelny Związku Rewizyjnego Ukraińskiej Spółdzielczości.
Członek zarządu Ukraińskiego Zjednoczenia Narodowo-Demokratycznego (UNDO), w latach 1928–1935 poseł na Sejm RP, w latach 1935–1939 senator Rzeczypospolitej.
Po sowieckiej agresji na Polskę 17 września 1939, 2 października 1939 został aresztowany przez NKWD, zmarł w sowieckim obozie koncentracyjnym w Kotłasie.